# Nesosisyphus vicinus
Nesosisyphus vicinus är en skalbaggsart som beskrevs av Auguste Vinson 1939. Nesosisyphus vicinus ingår i släktet Nesosisyphus och familjen bladhorningar. Inga underarter finns listade i Catalogue of Life.